# 佐藤健太
佐藤 健太（さとう けんた、1967年5月6日 - ）は、日本の俳優、歌手、元ジャニーズJr.。本名同じ。身長174cm、スリーサイズB-95 W-76 H-87cm、靴のサイズ26cm。血液型はO型。
東京都出身。明星高等学校、日本テレビ音楽学院卒業。ノーリーズン所属。

## 来歴
中学生時代はジャニーズJr.に所属。中学3年のとき歌手を志し、日本テレビ音楽学院のオーディションを受験し、特待生として入学。学業と並行して日本テレビの音楽番組『ザ・トップテン』にてマイク渡しのアルバイトを経験した。
16歳のとき通っていた発声練習の発表会でゴールデンミュージックプロモーションにスカウトされ、1985年に『夏・体験物語』で俳優デビュー。その後もテレビドラマ・映画・CMなどで活躍している。
1989年、スーパー戦隊シリーズ『高速戦隊ターボレンジャー』に炎力 / レッドターボ役でテレビドラマ初主演および主題歌の歌唱を担当。1992年、同シリーズ『恐竜戦隊ジュウレンジャー』にて再び主題歌を担当し、同年の第7回日本ゴールドディスク大賞学芸部門・アルバム賞を受賞した。
2005年、鈴木美潮主催のイベント「赤祭3」にメイン出演。以降は鈴木主催のイベントへ頻繁に参加している。
2011年6月11日公開の『ゴーカイジャー ゴセイジャー スーパー戦隊199ヒーロー大決戦』にて21年振りに炎力役を演じた。

## 人物
趣味はアンティーク収集、映画鑑賞。特技は乗馬、水泳、テニス。
当初は歌手を目指し芸能界入りしたが、俳優として様々な作品へ出演するうち演技の面白さに目覚めたという。
一時期、劇場版『はだしのゲン』へ出演していたと言われたが、同姓同名の別人であると本人が否定している。

### 『高速戦隊ターボレンジャー』関連
東映プロデューサーの鈴木武幸からレッド以外の配役でオファーを受けたが、自らレッド役と主題歌歌唱を要望し、ともに担当するに至った。マネージャーは1年間スケジュールを確保されることに難色を示したが、どうしてもやりたいという佐藤の主張が認められた。
20歳から放送開始直後まで喫煙していたが、撮影見学に訪れる子どもがいたこと、高校生役を演じる自分の喫煙が周囲への悪影響になると判断し、以来禁煙している。佐藤曰く「苦にはならなかったですね。ヒーローになることに対する責任感を感じてやってました（原文まま）」とのこと。
共演した朝倉圭矢とは映画『ラバーズオンリー』で知り合った仲だった。佐藤のレッド役がほぼ決定したことを聞いた朝倉はそれを羨み、同作のオーディションを受験している。朝倉の芸能界引退後も頻繁に連絡をとっているという。ライバル役の田中良典とは番組終了後も親交が続き、出演舞台の観覧によく足を運んでいた。
後番組『地球戦隊ファイブマン』でファイブブルー/星川健役を演じた信達谷圭は、高校の同級生である。『ターボレンジャー』出演時、東映東京撮影所にて『ファイブマン』のオーディションに向かう信達谷と偶然鉢合わせている。
『恐竜戦隊ジュウレンジャー』のドラゴンレンジャー/ブライは、佐藤が演じることを念頭に篠原保がデザインしたもの。佐藤も当時自身が演じると思ったと明かしている。
出演当時の衣装（赤のブルゾン、ボーダーシャツと黒のパンツ）を現在も自身が保管している。体型がほぼ変化しておらず、『ゴーカイジャー ゴセイジャー スーパー戦隊199ヒーロー大決戦』での出演時はそれを着用している。

## 出演

### テレビドラマ
- 夏・体験物語（1985年、TBS） - 岡昭一 役
- ヤヌスの鏡（1985年 - 1986年、フジテレビ） - 麻倉澄夫 役
- 天使のアッパーカット（1986年、TBS） - 沢村健吾 役
- 月曜ドラマランド
  - 赤毛のアン子（1986年、フジテレビ）
  - 藤子不二雄の夢カメラ2（1987年、フジテレビ）
- 大河ドラマ / 武田信玄（1988年、NHK） - 近習 役
- 仮面ライダーBLACK RX 第7話「SOS! 友情の輪」（1988年、毎日放送） - 森田陽介 役
- 高速戦隊ターボレンジャー（1989年 - 1990年、テレビ朝日） - 主演・炎力 / レッドターボ 役
- テニス少女夢伝説!愛と響子（1990年、フジテレビ）
- 映画みたいな恋したい（1992年、テレビ東京）
  - ハートブルー（1992年3月21日）
  - 愛と哀しみの果て（1992年3月28日）
- 特別企画 衝撃の臨死体験! 私は三途の川を見た（1992年3月31日、日本テレビ）
- 世にも奇妙な物語「38'25"」（1992年6月25日、フジテレビ）
- 昭和最後のダンディー ディック・ミネと四人の妻たち（1992年8月12日、テレビ朝日） - 藤田まこと 役
- ララバイ刑事'93 第12話「プール殺人の謎!! ワルに恋した刑事」（1993年8月15日）
- 水戸黄門 第25部 第42話「お銀が結んだ父子紬 -結城-」（1997年10月20日、TBS） - 源太 役
- 火曜サスペンス劇場（日本テレビ）
  - わが町III（1998年3月17日）
  - わが町X（1998年）
- 金曜エンタテイメント 美味しんぼ5 究極VS至高最後の対決!?（1999年、フジテレビ）
- 愛の劇場 うちはステップファミリー（2005年、TBS） - 谷口慎吾先生 役

### 映画
- この胸のときめきを（1988年10月8日公開、東映クラシックフィルム） - 羽賀六郎 役
- ソウル・ミュージック ラバーズ・オンリー（1988年12月3日公開、プロモーティブ） - 優也 役
- スーパー戦隊シリーズ
  - 劇場版 高速戦隊ターボレンジャー（1989年、東映） - 主演・炎力 / レッドターボ 役
  - ゴーカイジャー ゴセイジャー スーパー戦隊199ヒーロー大決戦（2011年6月11日公開、東映） - 炎力 役
- 日本の黒い夏─冤罪（2001年3月24日公開、日活） - 佐山記者 役
- 海は見ていた（2002年7月27日公開、ソニー・ピクチャーズ = 日活） - 八番屋 役
- KARAOKE-人生紙一重-（2005年5月14日公開、エクセレントフィルム = リベロ） - 千本木昌夫のマネージャー 役

### オリジナルビデオ
- 平成ノ歩き方（1993年、東北新社） - 銘柄弱男 役
- 来て。抱いて。愛して（1998年、日活）
- 淫夢 さまよえる記憶（2000年、レジェンド・ピクチャーズ）

### 舞台
- 幕末ノ丘（2006年5月31日 - 6月4日、神田時来組） - 土方歳三 役

### CM
- アサヒ飲料「十六茶」
- NTT「バースデー電報」
- ベネッセコーポレーション「こどもちゃれんじぷち」（1996年10月 - ?）
- シャープ「ネットワークビジョン」（1996年11月 - ?）
- 大和証券「外貨債券」（1996年12月 - 1997年11月）
- NTTドコモ九州（1999年3月 - 4月）
- デイリーヤマザキ（1999年2月15日 - 8月30日）

### イベント
- ANIME JAPAN FES
  - スーパーヒーロー魂2003（2003年8月16日、Zepp Tokyo）
  - AJF2003 アニメジャパンフェス2003“大阪 夏の陣”（2003年8月24日、大阪なんばHatch）
  - スーパー戦隊“魂”
    - スーパー戦隊“魂”2004（2004年11月21日、Shibuya O-EAST）
    - スーパー戦隊“魂”II（2006年11月19日、Shibuya O-EAST）
    - スーパー戦隊“魂”VII 2013 東京公演 20世紀編（2013年11月3日、Zepp Tokyo）
    - スーパー戦隊“魂”IX 2015 東京公演 2日目（2015年11月8日、Zepp Tokyo）
    - スーパー戦隊“魂”IX 2015 大阪公演（2015年11月15日、なんばHatch）
    - スーパー戦隊“魂”X 2016 東京公演 20世紀編（2016年11月6日、Zepp Tokyo）
    - スーパー戦隊“魂”X 2016 大阪公演（2016年11月27日、Zepp Namba）
    - スーパー戦隊“魂”XI 2017 東京公演 20世紀編（2017年11月5日、Zepp Tokyo）
    - スーパー戦隊“魂”XI 2017 大阪公演（2017年11月12日、なんばHatch）
    - スーパー戦隊“魂”XII 2018 東京公演 2日目（2018年11月4日、Zepp Tokyo）
    - スーパー戦隊“魂”XIII 2019 東京公演 2日目（2019年11月4日、Zepp Tokyo）
    - スーパー戦隊“魂”XIII 2019 大阪公演（2019年11月10日、なんばHatch）
    - スーパー戦隊“魂”2021 2日目（2021年11月7日、Zepp Tokyo）
    - スーパー戦隊“魂”2022 東京公演 2日目（2022年11月6日、Zepp DiverCity）
    - スーパー戦隊魂2023 東京公演 20世紀編（2023年11月5日、Zepp DiverCity）
- 横浜ヒーロートーク（2005年11月20日、横浜マリンタワー内機械仕掛けのおもちゃ館）
- 340プレゼンツ（新宿ロフトプラスワン）
  - 「赤祭3」（2005年8月）
  - 「赤祭4」（2006年8月）
  - 「赤祭5」（2007年8月）
- 340スズキ presents（新宿 Naked Loft）
  - 「佐藤祭」（2007年2月1日）
  - 「歌祭4〜山形ユキオの巻〜」（2008年7月24日）
  - 「歌祭5〜宮内タカユキの巻〜」（2008年10月3日）
  - 「歌祭7〜MoJoの巻〜」（2009年3月12日）
  - 「歌祭8〜前田達也の巻〜」（2009年6月19日）
  - 「歌祭9〜松原剛志の巻〜」（2009年9月8日）
  - 「歌祭10〜武村太郎の巻〜」（2009年11月13日）
  - 「歌祭11〜内田直哉の巻〜」（2010年2月26日）
  - 「歌祭12〜影山ヒロノブの巻〜」（2010年4月30日）
  - 「歌祭13〜きただにひろしの巻〜」（2010年5月28日）
  - 「歌祭14〜五條真由美の巻〜」（2010年7月29日）
  - 「歌祭15〜松本梨香の巻〜」（2010年9月3日）
  - 「歌祭16〜米倉千尋の巻〜」（2010年11月12日）
  - 「歌祭17〜和田光司の巻〜」（2010年12月3日）
  - 「歌祭18〜谷本貴義の巻〜」（2011年2月25日）
  - 「歌祭19〜YOFFYの巻〜」（2011年5月12日）
  - 「歌祭20〜Sister MAYOの巻〜」（2011年7月7日）
- 串田アキラLIVE「魂のエンジン2」（2008年5月2日、渋谷CLUB CRAWL）

## 音楽

### シングル
- 高速戦隊ターボレンジャー（1989年3月、日本コロムビア）
- 恐竜戦隊ジュウレンジャー（1992年、日本コロムビア）

### アルバム
- 高速戦隊ターボレンジャー ヒット曲集（1989年6月1日、日本コロムビア）
- コロムビア アニメ大行進 '90ライブ（1990年12月1日、日本コロムビア） - 「高速戦隊ターボレンジャー」（ライブ音源）収録
- 恐竜戦隊ジュウレンジャー ヒット曲集（1992年6月21日、日本コロムビア）
- テレビまんがでレッツゴー! 最新テレビまんが大行進（1993年4月21日） - 「恐竜戦隊ジュウレンジャー」収録
- テレビマンガ夢いっぱい! 女の子向けベストヒット（1995年4月21日） - 「笑顔のゲンキ」のカバー曲を収録